# Леди-Лейк (Флорида)
Леди-Лейк (англ. Lady Lake) — муниципалитет, расположенный в округе Лейк (штат Флорида, США) с населением в 11 828 человек по статистическим данным переписи 2000 года.

## География
По данным Бюро переписи населения США муниципалитет Леди-Лейк имеет общую площадь в 17,35 квадратных километров, из которых 17,09 кв. километров занимает земля и 0,26 кв. километров — вода. Площадь водных ресурсов округа составляет 1,5 % от всей его площади.
Муниципалитет Леди-Лейк расположен на высоте 26 м над уровнем моря.

## Демография
По данным переписи населения 2000 года в Леди-Лейк проживало 11 828 человек, 4293 семьи, насчитывалось 6125 домашних хозяйств и 6998 жилых домов. Средняя плотность населения составляла около 681,73 человек на один квадратный километр. Расовый состав населённого пункта распределился следующим образом: 95,32 % белых, 3,24 % — чёрных или афроамериканцев, 0,20 % — коренных американцев, 0,31 % — азиатов, 0,06 % — выходцев с тихоокеанских островов, 0,50 % — представителей смешанных рас, 0,37 % — других народностей. Испаноговорящие составили 1,83 % от всех жителей.
Из 6125 домашних хозяйств в 7,1 % воспитывали детей в возрасте до 18 лет, 64,0 % представляли собой совместно проживающие супружеские пары, в 4,8 % семей женщины проживали без мужей, 29,9 % не имели семей. 26,5 % от общего числа семей на момент переписи жили самостоятельно, при этом 20,9 % составили одинокие пожилые люди в возрасте 65 лет и старше. Средний размер домашнего хозяйства составил 1,91 человек, а средний размер семьи — 2,22 человек.
Население муниципалитета по возрастному диапазону по данным переписи 2000 года распределилось следующим образом: 7,7 % — жители младше 18 лет, 2,1 % — между 18 и 24 годами, 8,8 % — от 25 до 44 лет, 20,6 % — от 45 до 64 лет и 60,8 % — в возрасте 65 лет и старше. Средний возраст жителей составил 68 лет. На каждые 100 женщин в Леди-Лейк приходилось 86,5 мужчин, при этом на каждые сто женщин 18 лет и старше приходилось 85,7 мужчин также старше 18 лет.
Средний доход на одно домашнее хозяйство составил 32 581 доллар США, а средний доход на одну семью — 37 887 долларов. При этом мужчины имели средний доход в 22 043 доллара США в год против 18 450 долларов среднегодового дохода у женщин. Доход на душу населения составил 32 581 доллар в год. 5,2 % от всего числа семей в населённом пункте и 8,4 % от всей численности населения находилось на момент переписи населения за чертой бедности, при этом 39,1 % из них были моложе 18 лет и 2,8 % — в возрасте 65 лет и старше.